# Гашпар де Лемуш
Гашпáр де Лемуш (порт. Gaspar de Lemos; XV-XVI століття) — португальський дослідник і капітан одного з кораблів, який в складі 2-ї португальської Індійської Армади на чолі з Педру Алварішем Кабралом в 1500 році на шляху до Індії випадково відкрив Бразилію. Кабрал відправив Гашпара де Лемуша назад до Португалії з новиною про відкриття нової землі. Віконт Сантаремський вважав, що в цій або наступних експедиціях Гашпар де Лемуш відкрив архіпелаг Фернанду-ді-Норонья в Атлантичному океані.

## Особисте життя
Про життя Гашпара де Лемуша відомо дуже мало. Вважається, що він належав до родини Моргада із Галісійського королівства, але прибув до Португалії під час правління Афонсу IV (1325—1357). Після його повернення в Європу після участі в дослідженні Нового Світу ім'я Гашпар де Лемуш зникає з історичних записів, щоб знову з'явитися пізніше між 1536 і 1537 роками в Індії, на службі під керівництвом Мартина Афонсу де Соузи. Більше інформації не виявлено.

## Відкриття та експедиції

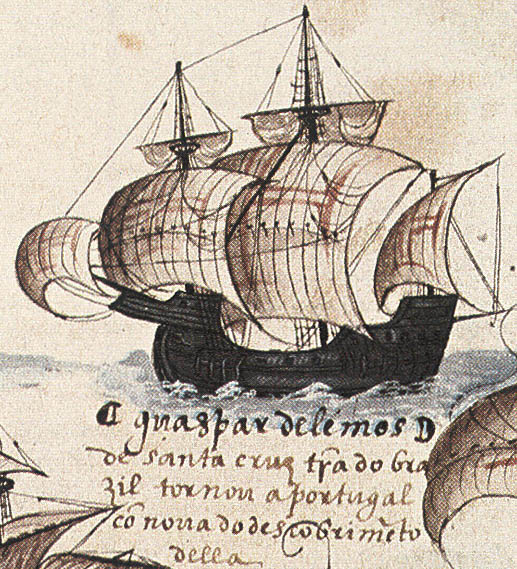
Нау Гашпара де Лемуш

Гашпар де Лемуш був капітаном корабля постачання 2-ї португальської Індійської Армади Педру Алваріша Кабрала. Намагаючись спіймати попутні північні вітри в Атлантичному океані, армада Кабрала значно відхилилась на захід і випадково 22 квітня 1500 року відкрила узбережжя Бразилії. Кабрал назвав відкриту ним землю "островом Вера-Круш" (порт. Vera Cruz). Оскільки вояж з Португалії в Індію і назад займав близько 18 місяців, Кабрал вирішив, що повідомлення про відкриття нових земель в Атлантичному океані не може чекати так довго і потрібно повідомити королівський двір про них негайно. З цією метою Кабрал доручив кораблю Гашпара де Лемуша негайно повернутися до Португалії, щоб повідомити королю Мануелу I про відкриття земель в Новому Світі. Лемуш повернувся до Португалії, доставивши лист, написаний Педру Ваша де Каміньї, в якому повідомлялось про «відкриття» Бразилії.
Вважається, що Лемуш брав участь у двох наступних експедиціях до берегів Бразилії, відправлених португальською короною в 1501-02 і 1503-4 роках на чолі з Гонсалу Коелью, у яких також брав участь флорентійський капітан Амеріго Веспуччі.
Цим експедиціям приписують:
- Відкриття архіпелагу Фернанду-ді-Норонья
- Відкриття затоки, яку він назвав Затокою всіх святих 1 листопада 1501 року
- Відкриття бухти Гуанабара, яку він прийняв за річку і назвав Ріо-де-Жанейро 1 січня 1502 р.
- Відкриття острова Сан-Вісенте (біля узбережжя Бразилії) 22 січня 1502 року.

## Відкриття Бразилії
18 травня 1499 року з іспанського Кадіса вийшла флотилія з чотирьох кораблів на чолі з Алонсо де Охеда, у якій також брав участь флорентієць Амеріго Веспуччі. Флотилія зробила зупинку на Канарських островах і після цього за двадцять чотири дні плавання перетнула Атлантичний океан і досягла берегів нинішньої Гвіани. Тут флотилія розділилася: два кораблі на чолі з Алонсо де Охеда і штурманом Хуаном де ла Коса попрямували на північ, щоб дослідити узбережжя, яке вже бачив Колумб. Інші два кораблі на чолі з самим Веспуччі повернули на південь. Все ще припускаючи, вслід за Колумбом, що нововідкриті землі є частиною раніше відомої Азії, вони вирушили в пошуках легендарного мису Каттігар (Capo Cattigare), розміщеного грецьким географом Клавдієм Птолемеєм між Китаєм і Індією на 9° південної широти, щоб спробувати його оминути і досягти далі птолемеєвської затоки Sinus Magnus, що лежала на шляху до Індії. Під час цієї подорожі Веспуччі відкрив (за шість місяців до Вісе́нте Я́ньєса Пінсо́на) річку Амазонку, по якій Веспуччі піднявся на десятки миль вверх. Після цього він пішов далі на південь і вперше серед європейців перетнув в Західній півкулі екватор та досягнув точки на узбережжі південніше 6° південної широти. Отже, формально Амеріго Веспуччі відкрив Бразилію за кілька місяців до Педру Алваріша Кабрала.